# 食料政策
食料政策（しょくりょうせいさく）あるいはフード・ポリティクス（英: Food politics）とは、食品の生産、制御、規制、品質、配給などへの政治的な見地。この政治的見地は民族、文化、医療に関する論争に加え、適切な農業、畜産業、小売業の方針と規制に関する環境論争に影響を及ぼす。

## 政策
フード・ポリティクスにおける各国政府の政策は食品の生産、安全性、配分に重要な役割を担っている。政府は食料の貯蔵と調理法を規制でき、規則の強制は食中毒の流行に伴う国民の主張に強く影響される。この結果、食品の検査は行政の機能になっている。

## 技術
食品の生産性を高めるための新技術の利用は物議をかもす政治問題となっている。工場畜産技術の増加に対して、これらの経営方式の増加が食品由来の病気や生産に伴って排出される膨大なアンモニアや二酸化炭素やメタンといった温暖化ガスによる深刻な環境悪化などのリスクになるとの批判が存在する。工場畜産は複合家畜飼料経営や飼育ともいわれている。工場畜産では多くの場合野外に嫌気性ラグーンを持ち、これらからの水の漏れ出しや地方水域への流入があった場合、水の供給に毒が混ざるといった問題がある。
遺伝子組み換え作物の導入も同様の論争を持っており、遺伝子移入と食品消費のリスクについて多くの批判があった。最終的にこれらの政治的活動グループは動物の倫理的扱いを求める人々の会のように生物類の適切な扱いについて心配している

## 安全保障
過去には、食料供給の拒否は戦争の兵器として使われた。例としては第一次世界大戦中、中欧同盟は封鎖され食料が不足した。同様に両大戦の間、ドイツの潜水艦はイギリスを降伏させるために船団に攻撃を加えている。
食糧安全保障は政治にとって重要な政治課題で、各国は国内の食糧供給の充足の維持に努力を払っている。これは国家政策を動して国内の農業や畜産業などに助成金の利用を推進しており、時に議論を生む。
1974年、世界食料サミットは食糧安全保障を下記のように定義している。
食品消費の安定拡大に耐え、生産と価格の変動を相殺するために、基本的な食品の十分な世界食糧供給を常に利用可能であること。

## 救済
食品の慈善的贈与は幾つかの国で現存しており、主な目的は経済的に恵まれない人へ基本的な必需品を提供することである。幾つかの政府の計画では食料の無償供給を支援する体制を作り上げている。これらの計画には学校給食制度による食料配布だけでなく高齢者への食料の供給もあげられる。

## 飢え
栄養失調や飢餓は世界のいくらかの地域で永続的に問題として続いている。低い農業生産効果は内戦によってさらに悪化させられており、1990年代にソマリアで起こった飢餓状況はその代表的な例である。しかしより安定した状況であっても、幾つかの国で飢餓が続いている。飢餓のイメージは強い影響力を持ち、慈悲や軍事行動にもつながる。

## 小売業
1990年代後半から21世紀の始めにかけて、スーパーマーケットと食品小売業の役割や、食糧生産と供給でのスーパーマーケットの影響についてかなりの量の論争と討論が生まれた大型スーパーマーケット網の購買力は生産者に大きな需要を持たせることができるため、しばしば値段を下げることが可能であるが、一方でそれでも食糧自体が大きな利益を生み出しており、幾つかの産品は400％を超える価格が生産者に支払われており、一方では生産者のそれぞれの家庭向きの生産利益は50％ほどである。購買力はまたスーパーマーケットに国境を超えた食料調達を可能にしており、たとえば食糧市場におけるスーパーマーケットが支配的なイギリスにおいては、イギリスはりんごを生産しているにもかかわらず、スーパーマーケットで売られているりんごのたった25%が国産で、季節はずれのコックス種りんごは14000マイル離れたニュージーランドから運ばれてくる。なお、スーパーマーケットに使用される供給網の国ごとの特質から、小売店に供給される前に国産食糧が全国に輸送されることがしばしば伴い、流通と汚染の両方に大きな影響を持っている。